# Dred Scott contro Sandford
Il caso Dred Scott contro Sandford, 60 U.S. 393 (1857), è un celebre caso discusso davanti alla Corte suprema degli Stati Uniti d'America nel 1856 e deciso con una sentenza del 6 marzo 1857, appena due giorni dopo l'insediamento della presidenza di James Buchanan, che stabilì che gli afroamericani costretti in schiavitù negli Stati Uniti d'America non erano tutelati dalla Costituzione statunitense né avevano diritto di proporre un'azione giudiziaria, non essendo cittadini statunitensi né potendo diventarlo.
La Corte, inoltre, sancì la incostituzionalità del "compromesso del Missouri" e di qualsiasi legge federale che vietasse o limitasse la schiavitù, poiché ciò avrebbe violato il diritto di proprietà privata garantita dal V emendamento costituzionale, essendo gli schiavi proprietà privata.
La sentenza della Corte Suprema, scritta dal Presidente della Corte Roger B. Taney, ebbe l'effetto di inasprire il dibattito politico sull'abolizione della schiavitù. Essa fu uno dei temi focali nei dibattiti della campagna elettorale delle elezioni di metà termine del 1858 per il seggio di Senatore dell'Illinois fra Abraham Lincoln e Stephen A. Douglas ed in ultima analisi fu una delle concause della guerra di secessione. La sentenza fu superata con l'adozione nel 1868, durante la Presidenza di Andrew Johnson, del XIV emendamento.

## Fatti precedenti alla causa
Dred Scott era uno schiavo nato in Virginia fra il 1795 e il 1800. Nel 1830 il suo padrone si trasferì nel Missouri, portandolo con sé. Nel 1832 fu comprato da un maggiore dell'Esercito americano, John Emerson, che si trovava di stanza nei pressi di Saint Louis. Nei dodici anni successivi, Emerson tenne con sé Scott, durante il suo servizio a Fort Armstrong, in Illinois e poi a Fort Snelling, nei territori del Wisconsin (oggi Minnesota).
L'Illinois era uno stato non schiavista, in base alla Ordinanza del nordovest del 1787, e all'atto della sua ammissione agli Stati Uniti d'America, nel 1819 aveva proibito lo schiavismo nella propria costituzione. Il Governo federale, inoltre, aveva proibito la schiavitù nei Territori del Wisconsin con il compromesso del Missouri nel 1820 e riconfermato questo divieto nel 1836 con la sua legge di recepimento. Oltre a ciò, durante il periodo passato a Fort Snelling, Emerson aveva permesso a Scott di sposarsi, mentre abitualmente agli schiavi non era consentito, in base ai principi affermatisi in common law, di essere parte di un contratto (quale è considerato il matrimonio nel diritto statunitense).
Nel 1837 l'esercito ordinò a Emerson di trasferirsi al posto militare di Jefferson Barracks, a sud di Saint Louis, nel Missouri. Emerson lasciò Scott e la moglie di questi a Fort Snelling. Alla fine dell'anno l'esercito riassegnò Emerson a Fort Jessup, in Louisiana. Lì Emerson sposò Eliza Irene Sanford, nel febbraio del 1838. Emerson ordinò a Scott e alla moglie di raggiungerlo in Louisiana perché riprendessero a servirlo. Durante il viaggio verso la Louisiana, nacque la figlia di Scott, Eliza, su di un battello a vapore sul fiume Mississippi, tra i territori di Iowa e Illinois. Verso la fine del 1838, l'esercito inviò nuovamente Emerson a Fort Snelling. Nel 1840 la moglie di Emerson con Scott e la piccola tornarono a Saint Louis, mentre Emerson combatteva nelle guerre seminole. Nel 1842 Emerson lasciò l'esercito e morì in Iowa nel 1843.
La vedova di Emerson, Eliza, ereditò Scott assieme a tutto il patrimonio del marito, e continuò a far lavorare Scott per terzi percependone i compensi. A quel punto Scott tentò di acquistare la sua libertà, ma la signora Emerson rifiutò.

## Svolgimento del processo

### Primo tentativo
Dopo aver tentato vanamente di comprare la libertà per sé e la sua famiglia, nel 1846, con l'aiuto di alcuni legali abolizionisti Scott agì in giudizio contro Eliza Emerson per ottenere la sua liberazione. Le sue richieste erano basate su alcuni precedenti come i casi Somerset contro Stewart, Winny contro Whitesides e Rachel contro Walker, sostenendo che la sua prolungata presenza e residenza in territori non schiavisti comportasse la sua emancipazione.
Nel giugno del 1847 l'azione proposta da Scott fu rigettata in quanto non aveva provato che fosse in effetti uno schiavo appartenente a Eliza Emerson.

### Scott contro Emerson
Alla fine del 1847 il giudice autorizzò Scott ad intraprendere un nuovo processo. Emerson fece ricorso contro questa decisione davanti alla Corte Suprema del Missouri che confermò l'ordine del giudice di primo grado nel 1848.
A causa di un incendio e di un'epidemia di colera, il nuovo processo iniziò solo nel gennaio 1850. In attesa del processo Scott e la sua famiglia furono affidati alla custodia dello sceriffo della contea di Saint Louis, che continuò a far lavorare Scott per terzi, depositando i relativi proventi in un conto bloccato in attesa della decisione. La giuria stabilì che Scott e la sua famiglia fossero legalmente liberi. Non potendo accettare la perdita di quattro schiavi e di un sostanzioso deposito, la Emerson fece nuovamente appello contro questa decisione alla Corte Suprema del Missouri.
Nel novembre del 1852 la Corte Suprema del Missouri riformò la decisione della giuria, contraddicendo un suo stesso precedente che stabiliva il principio "una volta libero, per sempre libero". La Corte stabilì che Scott era ancora legalmente uno schiavo e che per ottenere la libertà egli avrebbe dovuto agire in giudizio quando ancora abitava in uno stato non schiavista.

### Scott contro Sanford
Nel 1853 Scott intraprese una nuova azione legale, questa volta davanti a una corte federale. Il convenuto, a questo punto, era divenuto John F. A. Sanford, fratello della Emerson ed amministratore del suo patrimonio. Dato che Sanford risiedeva in altro stato, in quello di New York, questo rendeva possibile agire davanti a una corte federale, sulla base del principio della "diversity jurisdiction" previsto nell'articolo 3, sezione seconda della Costituzione statunitense.
Nel processo celebratosi nel 1854 il giudice, Robert William Wells, diede istruzioni alla giuria perché il caso fosse deciso in base alla legge del Missouri. Dato che la Corte Suprema del Missouri si era già pronunciata in precedenza stabilendo che Scott restasse schiavo, la giuria decise a favore di Sanford. A questo punto, Scott fece appello davanti alla Corte Suprema federale.

## La sentenza

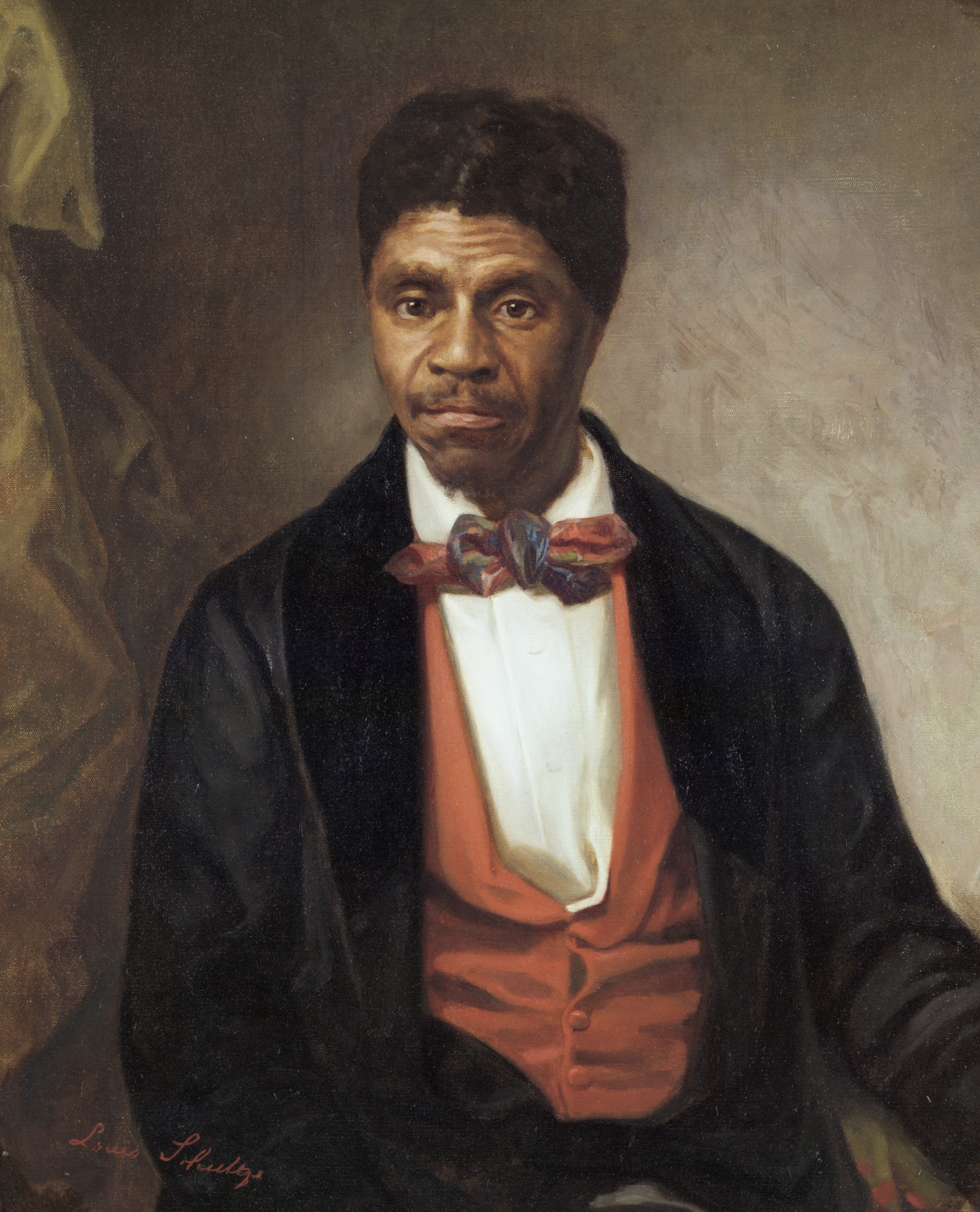
Ritratto di Dred Scott

Il caso fu discusso in pubblica udienza dall'11 al 14 febbraio 1856 e poi nuovamente dal 15 al 18 dicembre 1856 e la sentenza fu pronunciata il 6 marzo 1857, appena due giorni dopo l'inizio della presidenza di James Buchanan. La decisione a maggioranza della Corte fu redatta dal presidente della Corte suprema e fu sostenuta da altri cinque giudici. Il giudice Samuel Nelson depositò un'opinione concorrente, con la quale appoggiava il dispositivo della sentenza, ma dissentiva sulle motivazioni maggioritarie. I giudici Benjamin Robbins Curtis e John McLean dissentirono dall'opinione maggioritaria, depositando una loro opinione dissenziente. Nella sentenza il nome di Sanford fu scritto in modo errato.

### Opinione della Corte
Il primo problema affrontato dalla Corte fu se questa aveva o meno giurisdizione per decidere il caso.
L'articolo 3, Sezione 2, paragrafo 1 della Costituzione prevede che "il potere giudiziario (federale n.d.r.) si estende ... alle controversie... fra cittadini di differenti Stati..." La Corte stabilì che Scott non era un "cittadino di uno Stato" secondo la definizione della Costituzione per come era intesa al tempo in cui la Costituzione era stata adottata e conseguentemente non aveva titolo a intraprendere azioni giudiziarie in una corte federale.
La Corte stabilì, inoltre, che competesse alle corti federali stabilire chi potesse essere considerato cittadino tutelato dalle leggi federali, in base all'articolo 3 della Costituzione, a prescindere dallo Stato di appartenenza di quel cittadino. In questo caso, il fatto che il Missouri riconoscesse o meno Scott come cittadino era irrilevante.
In conseguenza di ciò, a nessuno Stato era riconosciuta la facoltà, a partire dall'adozione della Costituzione, di naturalizzare stranieri, conferendo loro i diritti ed i privilegi assicurati ai cittadini dal Governo Federale, ma al massimo quella di conferire loro lo status di cittadini del singolo Stato con le immunità ed i diritti da ciò conseguenti.
Ciò significa che:
nessuno Stato può, attraverso un proprio atto successivo all'adozione della Costituzione, far entrare un nuovo membro nella comunità politica creata dalla Costituzione degli Stati Uniti d'America.
L'unica questione rilevante, dunque, era stabilire se, al tempo della ratifica della Costituzione, Scott avrebbe potuto essere stato considerato un cittadino di uno Stato secondo l'articolo 3. Secondo la motivazione della Corte, coloro che fondarono gli Stati Uniti d'America consideravano tutti i neri come:
appartenenti ad un ordine inferiore, del tutto inidonei ad essere associati con la razza bianca sia socialmente che politicamente e così inferiori da non essere portatori di diritti al cui rispetto l'uomo bianco fosse tenuto.
La Corte adottò anche una serie di argomenti a contrario, evidenziando quali conseguenze paradossali sarebbero potute derivare dall'accoglimento delle istanze di Scott:
Questo darebbe alle persone di "razza negra" (sic) ... il diritto di entrare in qualsiasi Stato avessero voluto, ... il pieno diritto di parola in pubblico ed in privato su qualsiasi soggetto del quale un cittadino può parlare; di tenere riunioni pubbliche su questioni politiche e di detenere e portare armi se avessero voluto.
Avendo stabilito che Scott non era un cittadino del Missouri, la Corte decise di non essere competente sulla disputa. Nonostante la conclusione circa la mancanza di competenza, la Corte volle (con un obiter dictum) anche argomentare sul merito della controversia. La Corte stabilì che Scott non era un uomo libero, nonostante il fatto che egli avesse risieduto per lungo tempo in Minnesota (all'epoca chiamata Territori del Wisconsin).
La Corte stabilì quindi che le prescrizioni del compromesso del Missouri che dichiaravano tali territori come non schiavisti non ricadevano nei poteri del Congresso. Secondo l'argomentazione della Corte, il quinto emendamento della Costituzione proibiva al Congresso l'adozione di norme tese a deprivare i padroni di schiavi della loro proprietà, come gli schiavi, per il solo fatto di averli portati in un territorio non schiavista. Per quanto la questione non fosse affatto stata portata dinnanzi la Corte, questa stabilì anche che anche la legislazione dei singoli Stati non aveva il potere di proibire la schiavitù. La decisione stabilì anche che gli schiavi ed i loro discendenti non potevano beneficiare di nessuna delle prescrizioni costituzionali che proteggevano i non cittadini.
Questa sentenza della Corte rappresentò la seconda occasione in cui la Suprema Corte stabilì la incostituzionalità di una legge adottata dal Congresso (la prima era stata 54 anni prima nel caso Marbury contro Madison).

### Opinione dissenziente dei giudici Curtis e McLean
L'opinione dissenziente dei giudici Curtis e McLean attaccava in particolare gli obiter dictum dell'opinione maggioritaria, sulla base della considerazione che una volta stabilito il difetto di competenza della Corte sul caso, questa avrebbe dovuto semplicemente rigettarlo, senza decidere anche nel merito. Curtis e McLean attaccarono anche la decisione della Corte di dichiarare incostituzionale il compromesso del Missouri rilevando da un lato che una tale decisione era irrilevante al fine di decidere sul caso e dall'altro lato che nessuno degli autori della Costituzione aveva mai contestato la costituzionalità delle previsioni antischiaviste già all'epoca esistenti nell'Ordinanza del Nordovest adottata dal Congresso o degli atti conseguenti che vietavano lo schiavismo a nord del parallelo nord 36°30'.
I due dissenzienti aggiunsero anche che non sussisteva nessun fondamento costituzionale per ritenere che le persone di colore non fossero cittadini. Al tempo della ratifica della Costituzione, gli uomini neri potevano votare in dieci dei tredici stati. Questo li rendeva cittadini non solo dei loro stati, ma di tutti gli Stati Uniti (per quanto al tempo del caso Dred Scott, cinque dei dieci stati che in precedenza avevano concesso il diritto di voto ai neri avevano ristretto o del tutto abolito tale diritto). Per questa ragione, concludeva il giudice McLean, la motivazione secondo la quale Scott non fosse un cittadino nasceva più da considerazioni di opinione che di diritto.

## Conseguenze
Gli abolizionisti del Nord interpretarono la sentenza come una spinta a favore della schiavitù; inoltre, non accettarono l'annullamento del compromesso del Missouri in quanto avrebbe rafforzato il potere degli Stati sudisti. Se la sentenza doveva, nell'intenzione dei giudici, porre fine alla questione dello schiavismo, in realtà ebbe l'effetto contrario: il Nord divenne ancora più riottoso ed il Partito Repubblicano si rafforzò.
La sentenza rappresenta uno degli ultimi atti che nel 1861 portarono alla Guerra civile americana.